# Jacob Bergström
Jacob Bergström, né le 26 avril 1995 à Karlskrona en Suède, est un footballeur suédois qui évolue au poste d'avant-centre au Mjällby AIF.

## Biographie

### Débuts en Suède
Né à Karlskrona en Suède, Jacob Bergström est formé par l'un des clubs de sa ville natale, le FK Karlskrona (en). Il évolue dans les divisions inférieures du football suédois avec ce club puis le Ronneby BK (en).

### Mjällby AIF
En décembre 2017 est annoncé le transfert de Jacob Bergström au Mjällby AIF, club évoluant en troisième division suédoise. Cette saison-là le club devient champion de troisième division et est promu à l'échelon supérieur.

### Mjøndalen IF
En août 2019, Jacob Bergström est recruté par le club norvégien du Mjøndalen IF.

### Retour au Mjällby AIF
Le 22 janvier 2020 Jacob Bergström fait son retour au Mjällby AIF, tout juste promu en première division suédoise. 
Il joue son premier match dans l'Allsvenskan le 15 juin 2020, lors de la première journée de la saison 2020 face au Malmö FF. Il entre en jeu et son équipe s'incline par deux buts à zéro. Il inscrit son premier but dans l'élite du football suédois dès la troisième journée, le 22 juin 2020 contre l'IFK Göteborg. Il ouvre le score de la tête sur un service de David Löfquist, à qui il délivre à son tour une passe décisive en seconde période. Les deux équipes se séparent sur un match nul de deux partout. Bergström réalise son premier doublé en première division lors de la dernière journée de cette saison, le 6 décembre 2020, contre le Falkenbergs FF. Son équipe s'impose par trois buts à deux ce jour-là.
Le 22 novembre 2021, Bergström réalise un nouveau doublé en Allsvenskan, contre l'Östersunds FK. Il permet ainsi à son équipe de l'emporter par deux buts à zéro.

### Djurgårdens IF
En janvier 2023, Jacob Bergström s'engage en faveur du Djurgårdens IF. Le transfert est annoncé dès le 7 décembre 2022 et il signe un contrat courant jusqu'en décembre 2025,.

### Nouveau retour au Mjällby AIF
Le 14 juillet 2023, Jacob Bergström fait de nouveau son retour au Mjällby AIF. Il signe cette fois un contrat courant jusqu'en décembre 2026.